# Fruncé
Fruncé ist eine französische Gemeinde mit 378 Einwohnern (Stand: 1. Januar 2022) im Département Eure-et-Loir in der Region Centre-Val de Loire. Sie gehört zum Arrondissement Chartres und zum Kanton Illiers-Combray. Die Einwohner werden Fruncéens genannt.

## Geographie
Fruncé liegt etwa 19 Kilometer westsüdwestlich von Chartres. Im Norden verläuft das Flüsschen Vallée de la Charentonne, das zur Eure entwässert, im Süden der Loir. Umgeben wird Fruncé von den Nachbargemeinden Chuisnes im Norden, Saint-Germain-le-Gaillard im Nordosten, Orrouer im Osten, Cernay und Villebon im Süden, Saint-Denis-des-Puits im Süden und Südwesten sowie Le Thieulin im Westen.

## Bevölkerungsentwicklung
| Jahr                       | 1962 | 1968 | 1975 | 1982 | 1990 | 1999 | 2006 | 2020 |
| Einwohner                  | 306  | 288  | 228  | 236  | 275  | 299  | 305  | 382  |
| Quellen: Cassini und INSEE |      |      |      |      |      |      |      |      |

## Sehenswürdigkeiten

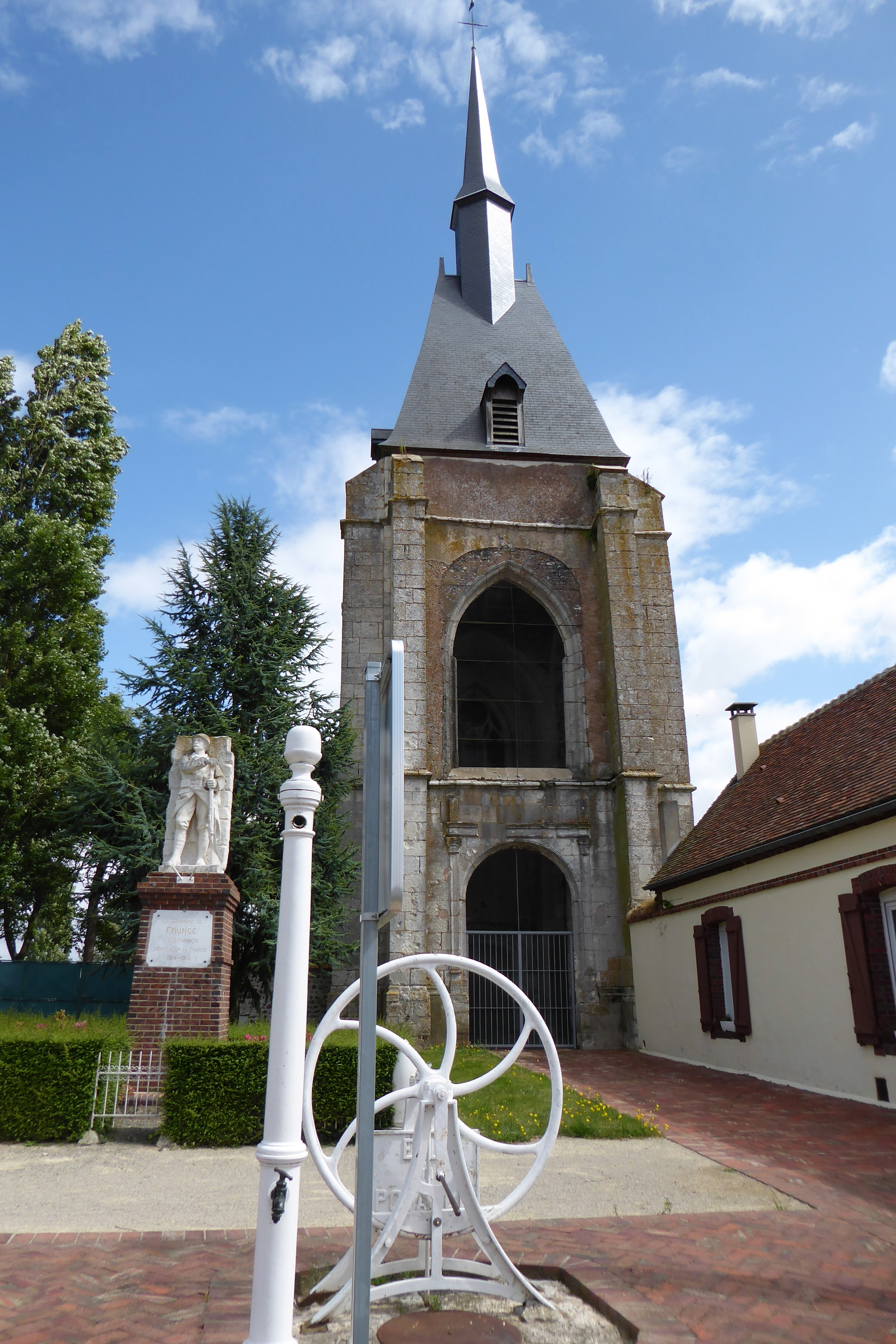
Kirche Saint-Martin

- Kirche Saint-Martin